# Vanceburg
Vanceburg är administrativ huvudort i Lewis County i Kentucky. Orten har fått sitt namn efter Joseph C. Vance som var en av grundarna. Han var far till Ohios guvernör Joseph Vance. Countyts huvudort flyttades år 1863 från Clarksburg till Vanceburg. Enligt 2010 års folkräkning hade Vanceburg 1 518 invånare.